# Kim Huybrechts
Kim Huybrechts (Antwerpen, 1985. november 16. –) belga dartsjátékos. 2006-tól 2011-ig a British Darts Organisation, majd 2011-től a Professional Darts Corporation tagja. Beceneve "The Hurricane". Bátyja, Ronny Huybrechts szintén profi dartsjátékos.

## Pályafutása

### Kezdetek, BDO
Huybrechts 2006 és 2011 között a BDO-nál indult versenyeken. Egyetlen nagytornán vett részt, 2009-ben a World Masters-en, ahol a legjobb 16-ig sikerült eljutnia. 2011-től a PDC-nél vesz részt versenyeken.

### PDC
Huybrechts 2011 májusában egy Players Championship fordulóban Bécsben az elődöntőig jutott, ahol 6–5-re kapott ki Denis Ovenstől, úgy hogy három meccsnyilat is elhibázott. Ennek a jó eredménynek is köszönhette, hogy részt vehetett a 2011-es Európa-bajnokságon, ahol ismét egészen sokáig a negyeddöntőig sikerült eljutnia. Ott az akkori vb címvédője Adrian Lewis ellen kapott ki 10–8-ra. Huybrechts a Pro Tour fordulókon és az Európa-bajnokságon nyújtott jó teljesítménye miatt bekerült a Pro Tour 16-os ranglistájának tagjai közé, akik részt vehettek a következő évi világbajnokságon. Huybrechts első vb-jén 2012-ben az első körben az északír Brendan Dolan ellen kezdett, és 3–0-ra sikerült megnyernie első mérkőzését. A második fordulóban James Richardsont 4–1-re, a harmadikban Paul Nicholsont szintén 4–1-re verte meg. Így Huybrechts az első világbajnokságán rögtön bejutott a legjobb 8 közé. A negyeddöntőben már nem sikerült a bravúr számára, a későbbi döntős Andy Hamilton ellen kapott ki 5–2-re és búcsúzott a tornától. A világbajnokság után a világranglistán a 69. helyről a 44. helyre lépett előre.
2012-ben részt vett a PDC által szervezett csapatvilágbajnokságon, ahol Kurt van de Rijck oldalán a negyeddöntőig jutottak, ahol az ausztrál csapattól szenvedtek 3–1-es vereséget.
Huybrechts ebben az évben az egyik UK Open kvalifikációs állomásán döntőbe jutott, ahol csak Wes Newton akadályozta meg abban, hogy megszerezze első tornagyőzelmét a PDC-nél. Menetelése során legyőzte többek között Simon Whitlock-ot, Vincent van der Voort-ot és Michael van Gerwent is. Az Európa-bajnokságon újra az elődöntőbe jutott, ahol ezúttal Whitlock ellen esett ki. A Players Championship nagytornáján a döntőbe került, ahol Phil Taylorral mérkőzött meg a címért. Huybrechts nem tudta megszerezni első kiemelt PDC tornagyőzelmét, 13–6-ra kapott ki Taylortól. Huybrechts még ebben az évben bekerült a világranglistán a legjobb 32 közé.
A 2013-as világbajnokság nem sikerült túl jól Huybrechtsnek, mert már az első kör után elbúcsúzott a Scott Rand elleni 3–2-es vereséggel. Ebben az évben a csapatvilágbajnokságon immár testvére Ronny Huybrechts oldalán egészen a döntőig jutott. A döntőben az angolok párosával Phil Taylorral és Adrian Lewis-szal csaptak össze, ahol 3–1-es vereséggel zártak, így másodikak lettek a tornán.
2014-ben a vb-n a második körig jutott Huybrechts, ahol Ian White ellen esett ki. A UK Open-en a negyedik körig jutott, ahol James Wade ellen esett ki. A 2014-es Grand Slam of Darts tornán megdobta első televíziós kilencnyilasát Michael van Gerwen ellen.
2015-ben a vb-n visszavágott Ian White-nak a tavalyi vereség után és a harmadik körben Phil Taylor ellen esett ki 4–3-as vereséggel. Ebben az évben meghívást kapott a Premier League-be, ahol nem jöttek az eredmények neki és végül az utolsó helyen zárta a tornát.
Huybrechts számára a következő vb megint nem sikerült túl jól, miután az első körben kikapott David Pallett ellen és kiesett. Ebben az évben nem kapott meghívást a Premier League-be se.
A 2017-es világbajnokságon a harmadik körig jutott, ahol ugyanúgy mint két évvel korábban ismét Taylortól szenvedett vereséget és búcsúzott el a tornától. Ebben az évben újra bekerült a Premier League-be, de ahogyan két évvel korábban, újra az utolsó helyen zárt.
Huybrechts a 2018-as vb-n már az első körben 3–0-s vereséget szenvedett James Richardson ellen és kiesett.

## Világbajnoki szereplései

### PDC
- 2012: Negyeddöntő (vereség  Andy Hamilton ellen 2–5)
- 2013: Első kör (vereség  Scott Rand ellen 2–3)
- 2014: Második kör (vereség  Ian White ellen 3–4)
- 2015: Harmadik kör (vereség  Phil Taylor ellen 3–4)
- 2016: Első kör (vereség  David Pallett ellen 2–3)
- 2017: Harmadik kör (vereség  Phil Taylor ellen 3–4)
- 2018: Első kör (vereség  James Richardson ellen 0–3)
- 2019: Harmadik kör (vereség  Dave Chisnall ellen 0–4)
- 2020: Negyedik kör (vereség  Luke Humphries ellen 1–4)
- 2021: Harmadik kör (vereség  Ryan Searle ellen 2–4)
- 2022: Harmadik kör (vereség  Gerwyn Price ellen 3–4)
- 2023: Negyedik kör (vereség  Dimitri Van den Bergh ellen 0–4)
- 2024: Második kör (vereség  Richard Veenstra ellen 0–3)
- 2025: Első kör (vereség  Keane Barry ellen 1–3)

## Döntői

### PDC nagytornák: 1 döntős szereplés
| Eredmény | Sorszám | Év   | Bajnokság                   | Ellenfél a döntőben | Pontok   |
| Döntős   | 1.      | 2012 | Players Championship Finals | Phil Taylor         | 6–13 (l) |

### PDC csapatversenyek: 1 döntős szereplés
| Eredmény | Sorszám | Év   | Bajnokság          | Ország  | Csapattárs       | Ellenfél a döntőben                  | Pontok  |
| Döntős   | 1.      | 2013 | World Cup of Darts | Belgium | Ronny Huybrechts | Anglia (Phil Taylor és Adrian Lewis) | 1–3 (m) |

1. 1 2  (l) = pontszám legekben, (sz) = pontszám szettekben, (m) = pontszám mérkőzésekben.

## Tornagyőzelmei
| Players Championships - Players Championship (KIL): 2013 - Players Championship (BAR): 2023 UK Open Regionals/Qualifiers - UK Open Qualifier: 2013 European Tour Events - Dutch Darts Masters: 2013 - European Darts Grand Prix: 2015 | - Belgium Gold Cup: 2007 - Belgium National Championships: 2007 - Belgium Open Pairs: 2013, 2014 - Flanders Open: 2008 - Killarney Pro Tour: 2013 - Oost Vlaanderen: 2011 - Open Venlo: 2011 |

## Televíziós 9 nyilasai
| Időpont            | Ellenfél           | Torna               | Kombináció                      | Díjazás |
| ------------------ | ------------------ | ------------------- | ------------------------------- | ------- |
| 2014. november 14. | Michael van Gerwen | Grand Slam of Darts | 3 x T20; 3 x T20; T20, T19, D12 | —       |